# Spilopteron splendidum
Spilopteron splendidum là một loài tò vò trong họ Ichneumonidae.